# Helina angulisternita
Helina angulisternita är en tvåvingeart som beskrevs av Xue och Feng 1988. Helina angulisternita ingår i släktet Helina och familjen husflugor. Inga underarter finns listade i Catalogue of Life.